# Orquideomanía
La orquideomanía fue un período de euforía por el cultivo de orquídeas exóticas entre las clases acomodadas de Europa durante los siglos XVIII y XIX.
El interés por las orquídeas se despertó en Europa para 1731 cuando floreció la primera orquídea tropical del Nuevo Mundo, Bletia verecunda, en la colección del almirante inglés Charles Wager quien la obtuvo del Jardín botánico de Chelsea. Desde ese momento, se suscitó un interés sin igual por la adquisición y cultivo de orquídeas exóticas, en particular por los miembros de las clases sociales más acomodadas, quienes debían construir un orquideario como una obligación acorde con su estatus. De hecho, cuando una orquídea florecía en tales colecciones, el evento daba lugar a grandes fiestas y la noticia cubría las primeras planas de la prensa.
El comercio de las orquídeas realmente comenzó a ser factible con el descubrimiento del barco a vapor, a mediados del siglo XVIII, época del apogeo de la orquideomanía. Para satisfacer este consumo de orquídeas raras y exóticas, durante muchos años los recolectores profesionales provenientes en su mayoría de Francia e Inglaterra se dedicaron a saquear sin misericordia los bosques americanos, poniendo a muchas especies en peligro de extinción. Grandes compañías surgieron en el continente europeo, especializadas en la recolección y venta de orquídeas. Se armaron grandes y costosas expediciones a Asia y a las regiones tropicales de América. Estas expediciones duraban varios meses en mula a través de los bosques y montañas tropicales y meses en el océano, por lo que solo muy pocas de las orquídeas recolectadas lograban sobrevivir hasta su destino. Por algunas especies raras se pagaban grandes sumas; hay registros de una orquídea cotizada en 3000 libras esterlinas, que significaba un poder adquisitivo que hoy se podría equiparar con 65.000 dólares americanos. Gracias a estos precios, algunos empresarios se volvieron millonarios en pocos años. Los amantes de la aventura viajaban a América y al lejano Oriente, ya no en busca de tesoros perdidos, minas de diamantes o del fabuloso Dorado, sino en busca de la legendaria orquídea azul o de una verdadera orquídea negra. El hábitat de las especies raras era un secreto celosamente guardado entre los exploradores. Por ejemplo, el único dato registrado del hábitat de algunas especies era tan escueto como "estribaciones en la Nueva Granada", virreinato que incluía a los actuales territorios de Venezuela, Panamá, Colombia y Ecuador.
A principios del siglo XX, no obstante, la era de la orquideomanía llegaba a su fin. El costo para calefaccionar los invernaderos en los que se debían cultivar estas plantas era extremadamente alto y la carestía energética -agudizada por la Primera Guerra Mundial- dificultó el mantenimiento de los orquidarios privados. Con la depresión de 1929, el cultivo de orquídeas a gran escala definitivamente pasó a manos de empresarios comerciales.